# Il re Burlone
Pour plus de détails, voir Fiche technique et Distribution.
Il re Burlone est un film italien réalisé par Enrico Guazzoni, sorti en 1936.

## Synopsis
A Naples, une jeune fille découvre que son père a été exécuté pour ses opinions politiques. Elle rencontrera deux jeunes gens avec qui elle va former un groupe de conspirateurs afin d'enlever le roi des Deux-Siciles Ferdinand II pour le mettre devant ses responsabilités et le convaincre de promulguer la Constitution. La tentative est déjouée et les deux plus grands coupables mis en prison mais le roi va faire organiser leur fuite avec la jeune fille pour les faire se réfugier dans l'État pontifical.

## Fiche technique
- Titre : Il re Burlone
- Réalisation : Enrico Guazzoni
- Scénario : Guglielmo Rovetta et Guglielmo Giannini
- Photographie : Anchise Brizzi
- Pays d'origine : Royaume d'Italie
- Format : Noir et blanc - 1,37:1 - Mono
- Genre : drame
- Date de sortie : 1936

## Distribution
- Luisa Ferida : Trottola
- Armando Falconi : Ferdinand II
- Luigi Cimara : le conte Di Verolengo
- Romolo Costa : Don Flaminio
- Luigi Erminio D'Olivo : Colonel Muller
- María Denis : Fanya
- Carlo Duse : Capitaine Ciro Romoa
- Luigi Pavese : Capitaine Alliana
- Emilio Petacci : Don Liborio
- Mario Pisu : Capitaine Rodriguez
- Paolo Stoppa : Filuccio
- Aristide Garbini
- Walter Grant
- Carlo Romano
- Dina Romano
- Gustavo Serena
- Cesare Zoppetti
- Miranda Bonansea